# 蓋施普倫茨河
50°0′35.5″N 9°2′20.6″E / 50.009861°N 9.039056°E

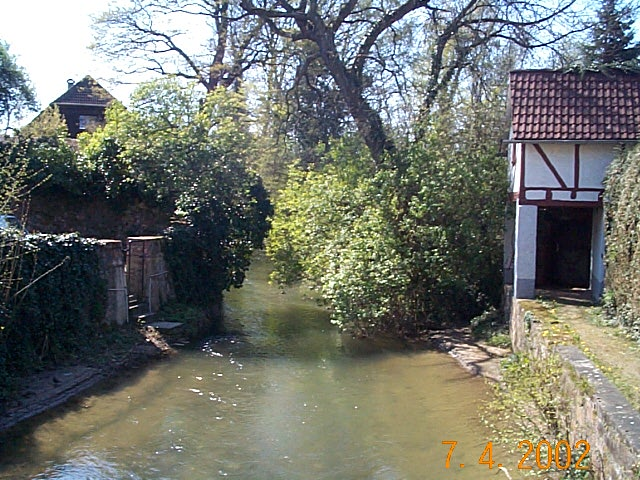

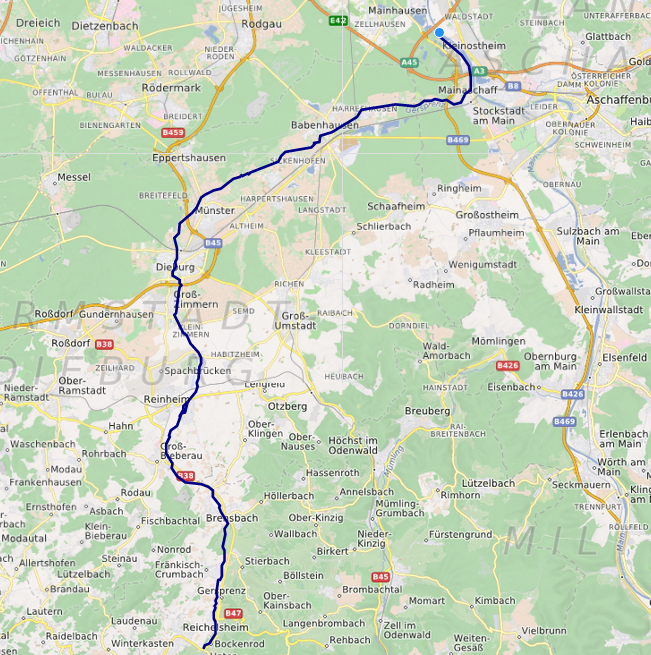

蓋施普倫茨河（德語：Gersprenz，發音：[ˈɡɛʁʃpʁɛnts]）是德國巴伐利亚州的河流，位於該國東南部，屬於美因河的左支流，河道全長62.1公里，流域面積513平方公里。